# Andreas Staier
Andreas Staier (ur. 13 września 1955 w Getyndze) – niemiecki klawesynista i pianista.

## Życiorys
W latach 1974–1979 uczył się gry na fortepianie, klawesynie i fagocie u Hochschule für Musik w Hanowerze, gdzie jego nauczycielem był Gustav Leonhardt. Od 1980 do 1982 roku był uczniem Tona Koopmana w Amsterdamie. W latach 1983–1986 występował jako klawesynista z zespołem Musica Antiqua Köln, z którym odbył liczne podróże koncertowe i dokonał nagrań płytowych. Od 1987 do 1996 roku był wykładowcą klawesynu w Schola Cantorum Basiliensis.
Występuje jako solista i kameralista, grając na klawesynie oraz fortepianach historycznych. W jego repertuarze znajdują się dzieła m.in. Johanna Sebastiana Bacha, Domenico Scarlattiego, Josepha Haydna, Wolfganga Amadeusa Mozarta, Franza Schuberta, a także mniej znanych twórców takich jak Joseph Anton Steffan, Jan Ladislav Dussek i Antonio Salieri. Dokonał licznych nagrań płytowych dla wytwórni Teldec, Harmonia Mundi, Deutsche Grammophon.